# Verbena rigida
Verbena rigida — вид трав'янистих рослин родини Вербенові (Verbenaceae), зростає в Аргентині, Парагваї, Уругваї, Болівії й пд. Бразилії.

## Опис

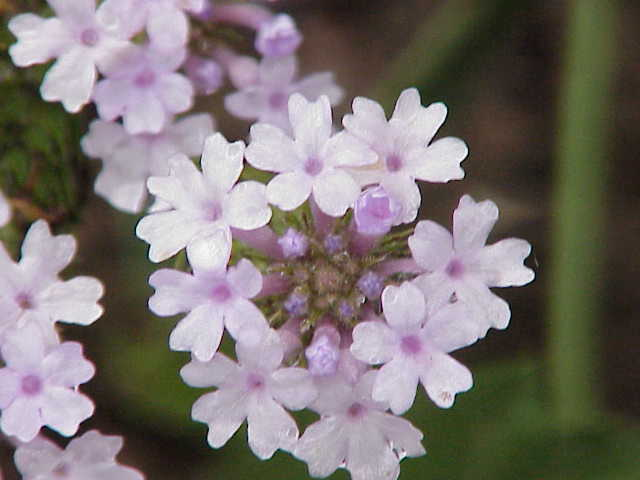

Багаторічна трав'яниста килимко-твірна рослина з повзучим кореневищем, зі стеблами 15–60 см заввишки. Стебла прості або мало розгалужені, висхідно-прямостійні, лежачі або повзучі біля основи, ≈3 мм діаметром на основі, різко 4-кутні, від шершаво-запушених до щетинистих з короткими волосками-щетинками, змішаними з волосками із залозистими голівками; міжвузля зазвичай коротше, ніж листя. Листя сидяче, 3–12 × 1–2.5(4) см, довгасте, вузькояйцювате, або довгасто-ланцетоподібне, гостре на верхівці; нерівномірно зубчасте з досить віддаленими зубчиками, ± жорстке, шершаве, ±щетинистувате на обох поверхнях, блідо-зелене; видно середню й бічні жилки.
Чашечка довжиною 3-3,5 мм з 5 трикутними зубцями, іноді червонуватого кольору. Віночок від пурпурового до фіолетового, синьо-фіолетового або лілово-білого кольору, у нижній частині білий. Плоди — мерикарпії 2 мм довжиною.

## Поширення
Країни поширення: пд. Бразилія, Болівія, Аргентина, Парагвай, Уругвай; натуралізований: ПАР, Індія, Австралія, Нова Зеландія, Португалія [у т.ч. Азорські острови, Мадейра], США, Нова Каледонія, Бермудські острови, Ямайка, Пуерто-Рико, Центральна Америка.